# ورد زواندي
ورد زواندي (الاسم العلمي:Rosa zuvandica) هو نوع من النباتات يتبع جنس الورد من الفصيلة الوردية. سمي هذا النوع نسبةً إلى منطقة زواند في أذربيجان.